# Gare de Saint-Christophe
La gare de Saint-Christophe, anciennement gare de Saint-Christophe - Marcillac, est une gare ferroviaire française de la ligne de Capdenac à Rodez, située sur le territoire de la commune de Saint-Christophe-Vallon dans le département de l'Aveyron, en région Occitanie.
Elle est mise en service en 1858 par la Compagnie du chemin de fer de Paris à Orléans (PO). C'est une halte la Société nationale des chemins de fer français (SNCF), desservie par des trains des réseaux Intercités de nuit et TER Occitanie.

## Situation ferroviaire
Établie à 356 mètres d'altitude, la gare d'évitement de Saint-Christophe est située au point kilométrique (PK) 278,975 de la ligne de Capdenac à Rodez, entre les gares ouverte de Cransac, s'intercale la gare fermée d'Auzits-Aussibal, et de Rodez, s'intercale les gare fermées de Marcillac, Nuces, Vanc et Salles-la-Source.

## Histoire
La gare de Saint-Christophe est mise en service le 30 août 1858 par la Compagnie du chemin de fer de Paris à Orléans (PO), lorsqu'elle ouvre à l'exploitation la section depuis la gare de Capdenac. Elle est alors le terminus provisoire de l'embranchement de Capdenac à Rodez. Elle devient une gare de passage le 5 novembre 1860, lors de l'ouverture de la section suivante jusqu'à la gare de Rodez.

## Fréquentation
De 2015 à 2023, selon les estimations de la SNCF, la fréquentation annuelle de la gare s'élève aux nombres indiqués dans le tableau ci-dessous.
| Année               | 2015  | 2016  | 2017  | 2018  | 2019  | 2020  | 2021  | 2022  | 2023  |
| ------------------- | ----- | ----- | ----- | ----- | ----- | ----- | ----- | ----- | ----- |
| Nombre de voyageurs | 7 273 | 6 298 | 6 159 | 5 040 | 5 509 | 3 433 | 4 231 | 5 352 | 5 907 |

## Service des voyageurs

### Accueil
Gare de la SNCF, elle dispose d'un bâtiment voyageurs, avec guichet (ouvert tous les jours sauf week-end et jours fériés).

### Desserte
Saint-Christophe est desservie par des trains de grandes lignes Intercités de nuit et des trains régionaux TER Occitanie.

### Intermodalité
Un parc pour les vélos et un parking pour les véhicules y sont aménagés.

## Patrimoine ferroviaire
En 2019, le bâtiment voyageurs d'origine est toujours présent et en service.